# 田窪恭治
田窪 恭治（たくぼ きょうじ、1949年 - ）は日本の美術家。愛媛県今治市生まれ。1972年、多摩美術大学絵画科油画専攻卒業。初期は個人による現代美術的な作品やパフォーマンスが多かったが、建築家や写真家と協力し領域的に広い活動を始め、過去の建造物を修復再生するような活動を行っている。1999年村野藤吾賞受賞。金刀比羅宮文化顧問。京都造形芸術大学客員教授。

## 主な活動
- 1971年 第6回国際青年ビエンナーレ
- 1974年 第11回東京国際ビエンナーレ
- 1975年 第9回パリ青年ビエンナーレ
- 1984年 ヴェネツィアビエンナーレ
- 1987年 絶対現場(建築家の鈴木了二と、写真家の安斎重男とともにおこなう)
- 1989 - 1999年 サン・ヴィゴール・ド・ミュー礼拝堂再生プロジェクト
- 1999年「村野藤吾賞」を受賞
- 2000年「フランス芸術文化勲章オフィシェ」を受賞
- 2001年 TAKUBO 1974-2001 田窪恭治－オブジェから風景へ(愛媛県美術館)
- 2001年 琴平山再生計画(金刀比羅宮)
- 2009年「かがわ21世紀大賞」受賞
- 2013年「紺綬褒章」受賞

## 主な著書
- 「林檎の礼拝堂」（集英社）1998年
- 「表現の現場―マチス、北斎、そしてタクボ」(講談社現代新書)2003年

## 人物
学生時代に同級生の実家である金刀比羅宮の書院で伊藤若冲の壁画などを見たことが、美術家になる決意をしたきっかけであると語っている。